# Reactive Blue 204
C.I. Reactive Blue 204 ist eine chemische Verbindung aus der Gruppe der Triphendioxazinfarbstoffe. Der Farbstoff enthält zwei Monofluortriazinyl-Gruppen, die beim Färben mit den Hydroxygruppen der Cellulosefasern eine kovalente Bindung eingehen können. Daher gehört er zur Gruppe der Reaktivfarbstoffe.

## Geschichte
Reactive Blue 204 wurde 1983 von Ciba-Geigy unter der Bezeichnung Cibacron Blau F-GF in den Markt eingeführt.

## Struktur
Der Triphendioxazin-Chromophor von Reactive Blue 204 ist über eine 1,3-Diaminopropan-Einheit mit dem 1,3,5-Triazin-Ring verknüpft. Als weiterer Substituent befindet sich 2-Aminobenzol-1,4-disulfonsäure am Triazin-Ring.

## Entfernung aus wässrigen Lösungen
Es gibt eine Untersuchung zu Adsorption von Reactive Blue 204 mittels Nano-Hydroxylapatit.

## Externe Links zu erwähnten Verbindungen
1. ↑  Externe Identifikatoren von bzw. Datenbank-Links zu Reactive Blue 204 (Struktur nicht definiert):  CAS-Nr.: 107028-81-9, Wikidata: Q135181525.
2. ↑  Externe Identifikatoren von bzw. Datenbank-Links zu 2-Amino-1,4-benzoldisulfonsäure:  CAS-Nr.: 98-44-2, EG-Nr.: 202-669-6, ECHA-InfoCard: 100.002.427, PubChem: 60988, ChemSpider: 54949, Wikidata: Q27261901.